# مراد الرابع

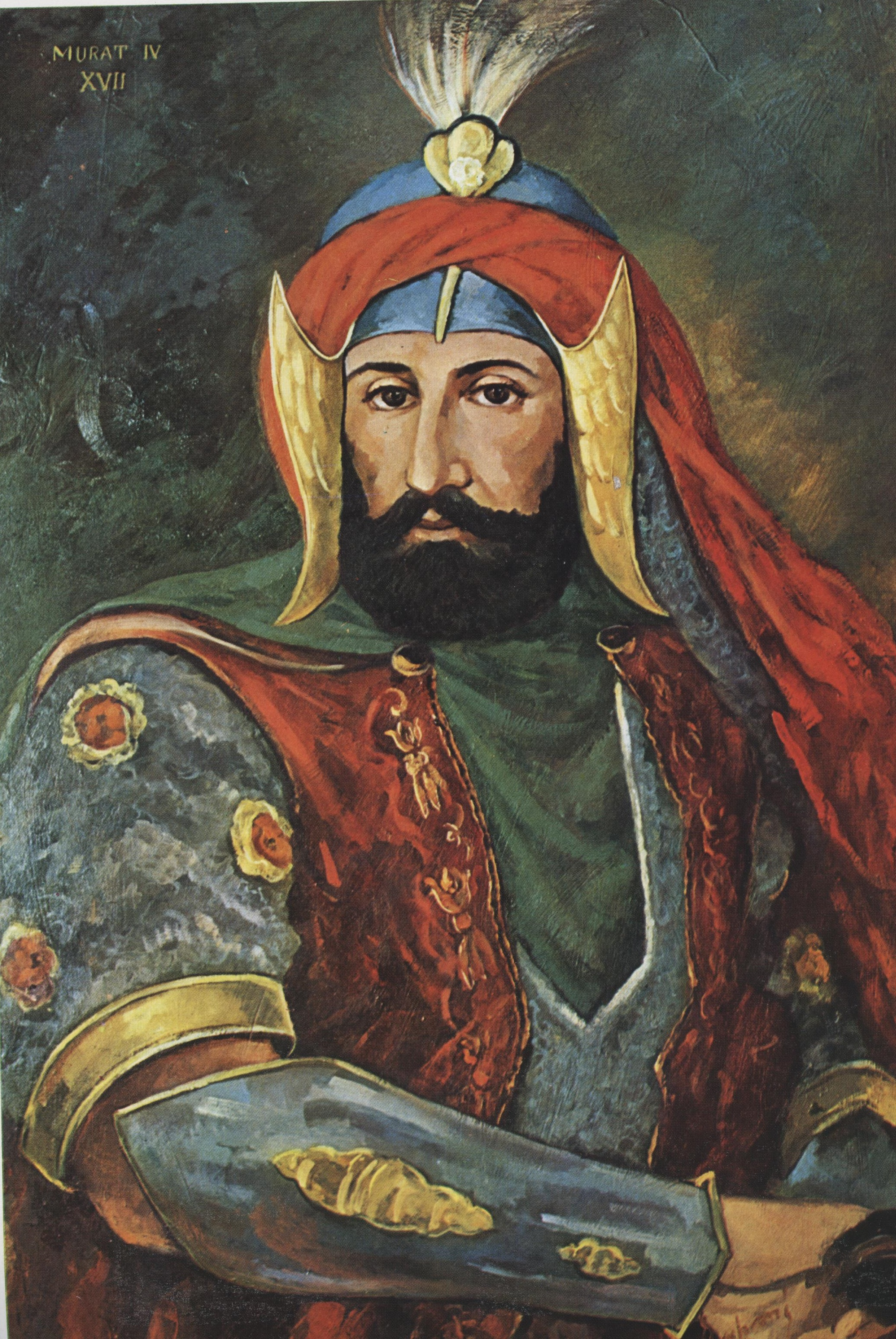
السلطان مراد الرابع

مراد الرابع بن أحمد الأول بن محمد الثالث بن مراد الثالث بن سليم الثاني بن سليمان القانوني بن سليم الأول بن بايزيد الثاني بن محمد الفاتح بن مراد الثاني بن محمد الأول جلبي بن بايزيد الأول بن مراد الأول بن أورخان غازي بن عثمان بن أرطغرل هو السلطان العثماني السابع عشر، عاش بين عامي (1021 - 1049 هـ) / (26 يوليو 1612 - 9 فبراير 1640 م). حكم 17 عاما منذ عام 1032 هـ / 1623 م وكان عمره آنذاك 11 عاما. ضمت بغداد للدولة العثمانية في عهده عام 1639 م. كان يجيد العربية والفارسية بالإضافة إلى التركية، وكان يكتب القصائد تحت اسم مرادي، كما كان موسيقيًا مميزًا.
تولى أمر الخلافة بعد عزل عمه السلطان مصطفى الأول عام 1032 هـ. وتولى الخلافة وهو صغير (11 عاما) ويعد وقتها أصغر أمير يتولى العرش حيث تولت أمه السلطانة كوسم مقاليد الحكم لتسع سنوات كاملة (1623-1632) دب الفساد فيها وسيطر على البلاد الإنكشارية في بداية الأمر. حدث تمرد في بغداد فأرسل الخليفة جيشًا إليها ولكن الصفويون دخلوا بغداد واستولوا عليها، وبعد وفاة الشاه عباس وتولى ابنه الصغير مكانه استغل العثمانيون الفرصة وحاصروا بغداد ولكنهم لم يتمكنوا من اقتحامها. وهو شقيق كلأ من السلطان عثمان الثاني والسلطان إبراهيم الأول.

## العائلة

### زوجاته
- عائشة خاصكي سلطان من العائلة الألبانية النبيلة جونيما، والدة السلطان أحمد
- سمسيبيري خاتون

### أبناؤه
- شاهزاده أحمد (21 ديسمبر 1628 – 1639)
- الأمير نعمان (1628 – 1629)
- الأمير أورهان (1629 – 1629)
- الأمير حسن (مارس 1631 – 1632)
- الأمير سليمان (2 فبراير 1632 – 1635)
- الأمير محمد (8 أغسطس 1633 – 1640)
- الأمير عثمان (9 فبراير 1634 – فبراير 1634)
- الأمير علاء الدين (26 أغسطس 1635 – 1637)
- الأمير سليم (1637 – 1640)
- الأمير عبد الحميد (15 مايو 1638 – 1638)

### بناته
- جوهر خان سلطان (1630-1639)
- كايا سلطان- اسمهان (1633-1659) تزوجت من ملك أحمد باشا
- كلبهار سلطان (1634-1645)
- حفصة سلطان (1634-1636)
- رقية سلطان (1640-1690) تزوجت من إبراهيم باشا
- ربيعة سلطان
- صفية سلطان تزوجت من حسن باشا

### إخوانه
- شاهزاده عثمان
- شاهزاده محمد
- شاهزاده سليمان
- شاهزاده بيازيد
- شاهزاده قاسم
- شاهزاده إبراهيم

### أخواته
- جوهر خان سلطان
- عائشة سلطان
- عتيقة سلطان

## جلوسه على العرش
تولى السلطان مراد الرابع عرش الدولة العثمانية، والأخطار تحدق بها من الداخل والخارج؛ فقد بويع بالسلطنة بعد عزل عمه السلطان مصطفى الأول في (15 من ذي القعدة 1032 هـ - 11 من سبتمبر 1623م)، وكانت فرق الإنكشارية تعبث بمصالح البلاد العليا، وتعيث في الأرض فسادًا، حتى إنهم قتلوا السلطان «عثمان الثاني» (1027 ـ 1031 هـ - 1618 - 1622م) وكان سلطانًا - على الرغم من صغر سنه - يحاول أن ينهض بالدولة، ويبث فيها روح الإصلاح، ويبعث الحياة في مؤسسات الدولة التي شاخت وهرمت، لكن الإنكشارية لم تمكنه من ذلك، واعترضت طريقه، وتدخلت فيما لا يعنيها، ولم يجد السلطان مفرًا من تقليص نفوذهم، وقمع تمردهم، ولو كان ذلك بتصفية وجودهم العسكري، لكنهم كانوا أسبق منه، فأشعلوا ثورة في عاصمة الخلافة في (رجب 1031 هـ - مايو 1622م) عرفت في التاريخ بـ«الهائلة العثمانية» راح ضحيتها السلطان الشاب الذي لم يجاوز عمره الثامنة عشرة.
وبعد مقتل السلطان وتولى السلطان مصطفى الأول وكان لا يملك من أمره شيئا، وصارت مقاليد البلاد في يد الإنكشارية، وعمّت أرجاء الدولة الفوضى والاضطرابات، وظلت ثمانية عشر شهرًا دون أن تجد يدًا حازمة تعيد للدولة أمنها وسلامتها.
واستمرارًا لهذا العبث قام الانكشارية بعزل السلطان مصطفى الأول وولوا مكانه ابن أخيه السلطان «مراد الرابع بن أحمد الأول»، وكان حدثًا لا يتجاوز الثانية عشرة، فصارت أمه السلطانة كوسم نائبة السلطنة، تقوم بالأمر دونه، لكن مقاليد الأمور كانت بيد الإنكشارية التي علا شأنها وازداد نفوذها، واطمأنت إلى أن السلطنة في يد ضعيفة.
تم عزل السلطان مصطفى الأول بعد وعد لأمه عالمة سلطان بابقائه حياً، واستلم العرش الأمير مراد ابن السلطان أحمد الأول.

## ولاية السلطان
عانت الدولة العثمانية في الفترة الأولى من ولاية السلطان مراد الرابع عدم الاستقرار واستمرار الاضطرابات والفوضى الداخلية التي تجاوزت عاصمة الخلافة إلى أطرافها؛ حيث أشهر والي طرابلس الشام استقلاله، وطرد الإنكشارية من ولايته، وفعل الشيء نفسه «أباظة باشا» والي «أرضروم»، واستولى على أنقرة وصادر إقطاعيات الانكشارية وكان يتحرك تحت دعوى المطالبة بثأر السلطان عثمان المقتول.
وانتهزت الدولة الصفوية هذه الفوضى التي عمّت الدولة العثمانية فاستولت على بغداد، وحاولت الدولة أن تستردها، فبعثت جيشًا يقوده الصدر الأعظم «حافظ باشا» فحاصر المدينة في (1033 هـ - 1624 م) وضيق عليها الخناق، ولكن دون جدوى فتذمّر الانكشارية، وأجبروا الصدر الأعظم على رفع الحصار والعودة إلى الموصل، ومنها إلى ديار بكر، وهناك ثارت عليه الانكشارية، فعزله السلطان حتى تهدأ الأوضاع، وعين مكانه «خليل باشا» الذي سبق أن تولى هذا المنصب قبل ذلك، لكنه لم يستمر طويلا، وخلفه «خسرو باشا» في سنة (1035 هـ - 1627 م).
وبعد تولّيه الصدارة اتجه إلى أرضروم، ونجح في إجبار أباظة باشا على التسليم، والدخول في طاعة الدولة، وذلك في سنة (1037 هـ - 1629 م) وتقدم في الأراضي الإيرانية واحتل همدان لكنه لم يفلح في استرداد بغداد، واضطر إلى رفع الحصار عنها في سنة (1039 هـ - 1631 م) وفي طريق العودة عزله السلطان مراد الرابع وأعاد حافظ باشا إلى منصب الصدارة مرة أخرى.

## ثورة الانكشارية
كان خسرو باشا ظلومًا باطشًا، يستند في سلطانه على جماعة الانكشارية في القسطنطينية التي يوجهها كما يشاء لأنه كان اغا الانكشارية سابقاً، فلما عزله السلطان أراد أن يكيد له، فأوعز إلى رؤساء الانكشارية أن السلطان لم يعزله إلا لوقوفه إلى جانبهم وتعاطفه معهم، فثارت الانكشارية في العاصمة، وطالبت السلطان بإعادة خسرو باشا إلى منصبه، لكن السلطان رفض مطلبهم، فاشتعلت ثورتهم في (19 رجب 1041 هـ - 10 من فبراير 1632)، وقتلوا حافظ باشا أمام السلطان الذي لم يستطع أن يبسط حمايته عليه، ويدفع عنه أذاهم. وأجبر الإنكشارية السلطان أن يعين طوبال رجب باشا صدراً أعظماً، وكان السلطان يسميه «رئيس الأشقياء» لأنه كان الساعد الأيمن لخسرو باشا.
كان السلطان يعلم أن خسرو باشا وراء هذه الثورة؛ فأمر بالقبض عليه، لكنه لم يذعن للأمر ورفض التسليم، وكانت هذه أول مرة في التاريخ العثماني يعترض وزير على أمر سلطاني، لكن القوات المكلّفة بالقبض عليه حاصرته في قصره، وقتلته في (19 من شعبان 1041 هـ - 11 من مارس 1632م) وفي اليوم الثاني أشعل الانكشاريون ثورة هائلة أمام باب سراي السلطان؛ في محاولة لإرهاب السلطان وإفزاعه، لكنه واجه التمرد بالحزم، ورفض مطالبهم، واجتمع بالديوان والعلماء وأعلن أن الفوضى تغلغلت في كيان الدولة، وأن الجيش أصبح لا يحارب، وصار الجندي لا يؤدي واجبه لتدخله في سياسة الدولة، وهدد بأنه لن يتردد في البطش بمن لا يطيعه مهما كان ذلك الشخص. وكان أن أمر بإعدام رجب باشا بعد ثبوت وقوفه وراء الثورة، وأسند الصدارة طاباني ياصي محمد باشا، أحد الوزراء المخلصين له.

## استتباب الأمن في البلاد
انتهت فترة نيابة السلطانة كوسم التي دامت نحو تسع سنوات، وأصبح مراد الرابع طليق اليد في إدارة شؤون الدولة، بعد أن ضرب بيد من حديد على الثائرين، وقتل كل من ثبت أن له علاقة بالفتنة، فسكنت الثورة واستقرت الأوضاع، وبدأ السلطان في اتخاذ الإجراءات التي تعيد النظام إلى الدولة؛ حتى يفرغ لاستعادة ما فقدته الدولة من أراضيها.

### ثورة فخر الدين المعني الثاني
كان فخر الدين المعني الثاني أمير الدروز وأحد الولاة في الشام قد أعلن استقلاله عن الخلافة العثمانية. كانت تجربته فريدة من نوعها حيث استفاد من قضائه لـ 5 سنوات منفيا في فلورانسا ليتأثر بالنهضة الإيطالية ويعقد اتفاقات سياسية وعسكرية سرية مع البابا وأمير فلورانسا. عاد الأمير فخر الدين إلى الأراضي الشامية العثمانية بعد صدور عفو عنه، وتمكن من بسط سيطرته على معظم أراضي لبنان الحديث واتخذ من صيدا مقرا لملكه. عمل على بناء جيش حديث مسلح بالأسلحة الإيطالية كما استقدم خبراء أوروبيين، وجعل لبنة عساكره من الطائفة الدرزية، وفي إحدى مكاتباته لحلفائه الإيطاليين عرض تسليم القدس وقبرص للإيطاليين وحمايتهما في سبيل حصوله على دعم البحرية الإيطالية ومزيد من الدعم العسكري.
انكشفت المكاتبات للسلطان مراد وأراد أن يستأصل شأفته قبل أن يستفحل أمره، ويوقع البلاد والعباد في ما لا تحمد عقباه فأوعز إلى والي دمشق، فتقدم ذلك الأخير مع جيش فاق جيش الأمير فخر الدين عددا وعدة وخبرة فوقع في الأسر مع ابنيه، وعند وصوله إلى إسطنبول حاول مراد الرابع الإبقاء على حياة أمير الدروز للمنجزات الحضارية التي كان قد خلفها في ولايته والخدمات السياسية التي أداها للأستانة إلا أن قيام ثورة حفيد فخر الدين جعلت الخليفة العثماني يأمر بقتله مع ولديه.

### الحرب مع الصفويين
خرج السلطان بنفسه على رأس حملة كبيرة إلى بلاد فارس في سنة (1045 هـ - 1635 م) وكان النظامُ يسود فرق الجيوش البالغة نحو 200 ألف جندي، فأعاد الانضباط وما كانت عليه الجيوش العثمانية في أيام سليمان القانوني من ضبط ونظام. وإستهل الجيش انتصاراته بفتح مدينة «أريوان» في الشمال الغربي من إيران في (25 من صفر 1045 هـ - 10 من أغسطس 1635م) ثم قصد مدينة «تبريز» ففتحها في (28 من ربيع الأول 1045هـ - 10 من سبتمبر 1635م)، ولم يواصل الجيش فتوحاته في إيران؛ إذ عاد السلطان إلى بلاده طلبًا للراحة.
وما كاد السلطان يستقر في إسطنبول حتى عاود الصفويون القتال، فاستردوا «أريوان» بقيادة الشاه «صافي» بعد حصار لها دام ثلاثة أشهر، واستعادوا مدينة «تبريز» مع أجزاء كبيرة من أذربيجان.
استنفرت هذه الأخبار حماس السلطان الشاب، فخرج في جيش كبير أحسن إعداده، وإتجه إلى بغداد، وشرع في حصارها في (8 من رجب 1048 هـ - 15 من نوفمبر 1638م) وكان في المدينة المحاصرة حامية كبيرة تبلغ 40000 جندي، ولم يستطع الشاه الإيراني الاقتراب من الجيش العثماني، وأعتمد على قوة جيشه المرابط في المدينة، وأبراج قلعتها الحصينة، لكن ذلك لم يغن عنها شيئا، فسقطت المدينة بعد حصار دام تسعة وثلاثين يومًا وقتال شديد وعنيف، في (18 من شعبان 1048 هـ - 25 من ديسمبر 1638م)، عادت المدينة إلى الدولة العثمانية بعد أن بقيت في يدي الصفويين خمسة عشر عامًا.
بعد ذلك رغب الشاه الصفوي في الصلح، وعرض على الدولة العثمانية أن يترك لها مدينة بغداد مقابل أن تترك له مدينة «أريوان»، ودارت المفاوضات بينهما نحو عشرة أشهر، انتهت بعقد الصلح بينهما في (21 من جمادي الأولى 1049 هـ - 19 من سبتمبر 1639م).

## سياسته
عانت الدولة في الفترة الأولى من ولايته من عدم الاستقرار، واستمرار الفوضى والمنازعات داخل الدولة وخارجها، وكانت الأمور كلها في يد السلطانة كوسم وظل الأمر على هذا النحو من الفتن والقلاقل وثورات الإنكشارية حتى انتهت فترة نيابة السلطانة كوسم التي دامت نحو تسع سنوات، وأصبح مراد الرابع طليق اليد في إدارة شئون الدولة؛ فنجح في إعادة الأمن إلى الدولة التي كادت تمزقها الفتن والخلافات، وضرب بيد من حديد على الخارجين عليه والثائرين، وأنعش خزانة الدولة التي أرهقت في فترة الاضطرابات، ومد في عمر الدولة نصف قرن من الزمان قبل أن تتناوشها أوروبا في حروب متصلة، واستعان في تحقيق ذلك بكل وسائل الترهيب.
وشاء الله أنه كلما ولد ابن للسلطان مراد الرابع توفي بعد فترة، ولم يعش له أي أمير من أولاده حتى يجعله وليًّا، وعزم مراد خان على إصدار فرمان بقتل أخيه المتبقى «إبراهيم» لكن والدته السلطانة كوسم منعته حتى لا تنقرض سلسلة سلاطين آل عثمان، وهكذا نجا إبراهيم من القتل، وأصبح الوحيد من آل عثمان الذي بقي على قيد الحياة، ولو قدر له أن يموت لانقطع النسل من جهة الرجال.

## من أخباره
كان مراد الرابع ضخم البنية حيث اشتهر بقوته الجسدية وقدرة تحمله المشاق. ولما كان مولعا بالرياضة فقد شيد (العرش الحجري)، حيث كان يجلس ويشاهد المباريات الرياضية، وكان أيضا يشارك في الألعاب الرياضية من حين لآخر. وتسجل اللوحة الموجودة خلف العرش الرخامي أن السلطان نجح في رمي هراوة من البلوط لمسافة 263 قدم (80) متر تقريبا، وهو يجري بفرسه بسرعة قصوى في شهر رمضان من عام (1636)، وهو ما يدل على قوته البدنية المذهلة ومن بين الأمثلة الأخرى على قوته أنه رفع صولجانا وزنه 565 رطلا (256) كيلو، وأنه صارع بعض المصارعين المحترفين في ذلك الوقت. وروي أيضا أنه في إحدى المرات رفع شخصا سمينا يسمى (سلاحدار أندرون) وحمله ودار به حول الحجرة السلطانية في القصر عدة مرات.
كان السلطان فارسا مميزا وراميا موهوبا يتقن استعمال أنواع كثيرة من البنادق. وكان مرتبطا بأحصنته بشكل كبير، ويهتم اهتماما خاصا بالاسطبلات السلطانية.
وتروي المصادر أيضا أن السلطان مراد الرابع رمى سهما قبيل وفاته فاخترق إحدى البوابات الحديدية بقصر طوب قابي. وروي أنه ثقب درعا مصنوعا من جلد وحيد القرن كان قد أرسله شاه جهان حاكم الهند المغولية أثناء إقامته في الموصل على ضفاف نهر دجلة قبل حملته على بغداد. وكان يقال أن الدرع مضاد للسهام والرصاص، لكن المصادر تسجل أن السلطان خرق ذلك الدرع فأحدث فيه ثقبين واضحين فيه أمام أعين المبعوث المغولي. ومما يتوافق مع تلك النادرة ماقيل عن سهام السلطان وكيف أنها كانت تصل إلى مدى أبعد من رصاص طلقات البندقية وأنه لم يكن هناك مادة يعجز رمحه عن اختراقها.
كان السلطان مهتما بالأماكن المقدسة، فعندما هطلت أمطار شديدة على مكة في سنة (1639) فأغرقت المسجد الحرام وأرتفعت السيول بمقدار قامتين وأحدث ضررا كبيرا بالمسجد. ما إن وصلت أخبار السيل إلى السلطان حتى أجتمع بشيخ الإسلام وتسلم فتوى حول كيفية إجراء الإصلاحات. ثم عين القاضي محمد أفندي والمعماري الشهير رضوان آغا لإجراء الإصلاحات. وفي النهاية قام فريق من العمال المهرة تحت إشرافهما بإصلاح الأضرار التي أصابت الكعبة من جراء السيل، وأجروا إصلاحات شاملة بحيث قاموا بفحص البنية الأساسية وقاموا بتحصين أساسات الكعبة. وكذلك فقد قامت الإصلاحات بأسلوب فريد حيث تم إحلال وتجديد الأجزاء والحجارة التي وقعت أو فقدت وظيفتها بإحلال أجزاء أخرى محلها أُحضرت من نفس المصدر الأول.

## وفاة السلطان مراد الرابع
وبعد ثمانية أشهر من عودة السلطان مراد الرابع من حملته المظفرة توفي في (16 من شوال 1049 هـ - 9 من فبراير 1640م) وكانت سنه قد تجاوزت السابعة والعشرين بستة أشهر، ولم يترك ولدًا بسبب وفاتهم في سن مبكرة وخلفه أخوه السلطان إبراهيم الأول.
ويُعدّ السلطان مراد الرابع من اقوى سلاطين الدولة العثمانية، نجح في إعادة النظام إلى الدولة، وأعاد الانضباط إلى الجيش، وأنعش خزانة الدولة التي أُنهكت نتيجة القلاقل والاضطرابات، ومدّ في عمر الدولة نحو نصف قرن من الزمان وهي مرهوبة الجانب، قبل أن تتناوشها أوروبا بحروبها المتصلة. واستخدم لهذا الغرض جواسيس وعيون نشرهم في كافة بقاع الدولة ليخبروه عن الفاسدين في كل الولايات، وكان السلطان أثناء مروره على الولايات المختلفة خلال خروجه مع الجيش ينادي على الفاسدين والعصاة في كل ولاية بأسمائهم ويطلب مثولهم أمامه ثم يأمر بقطع رؤوسهم. وكان مما أمر به أن منع شرب الخمر منعاً باتاً.

## معرض الصور

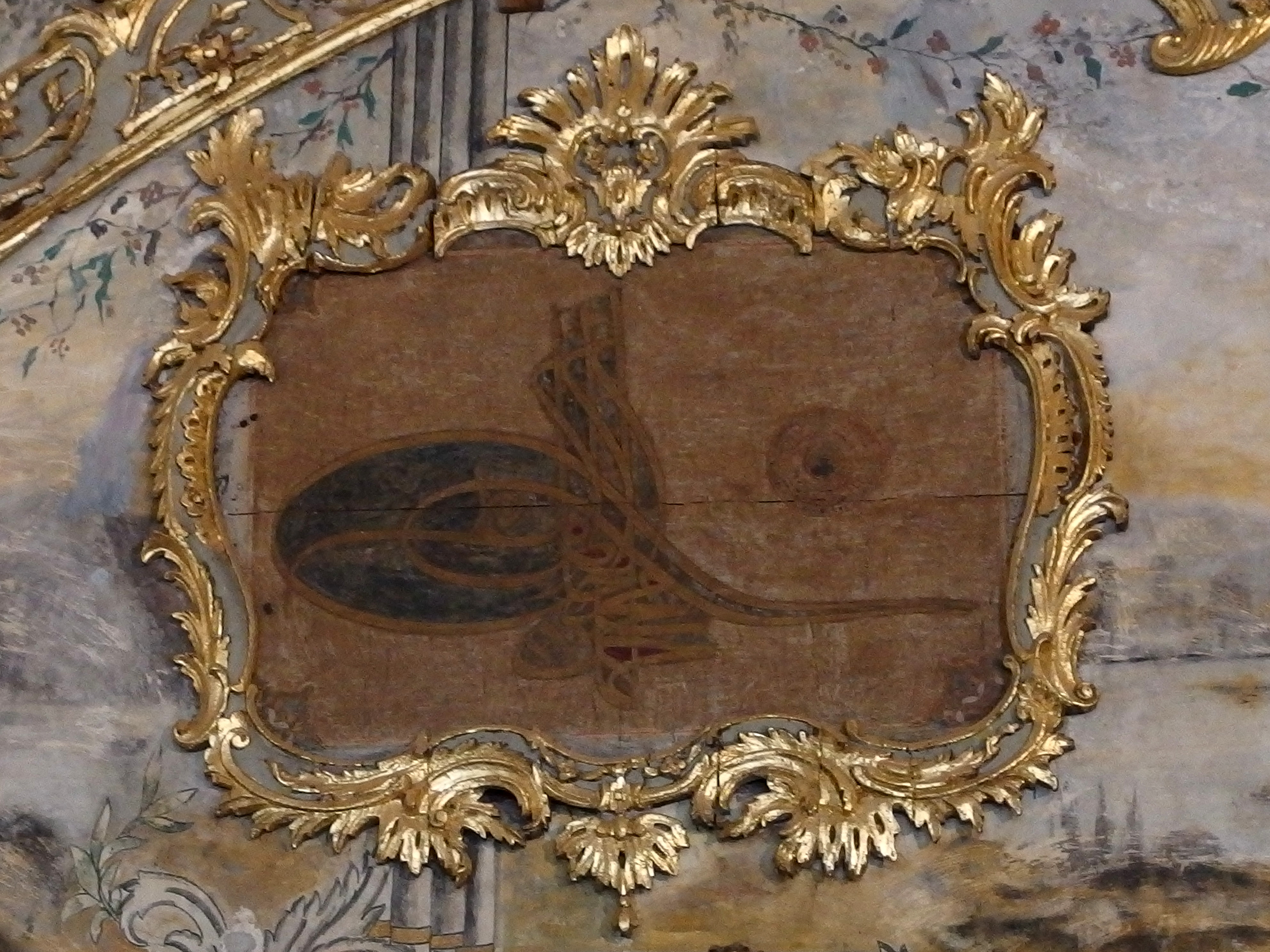
طغراء السلطان مراد الرابع، إسطنبول.
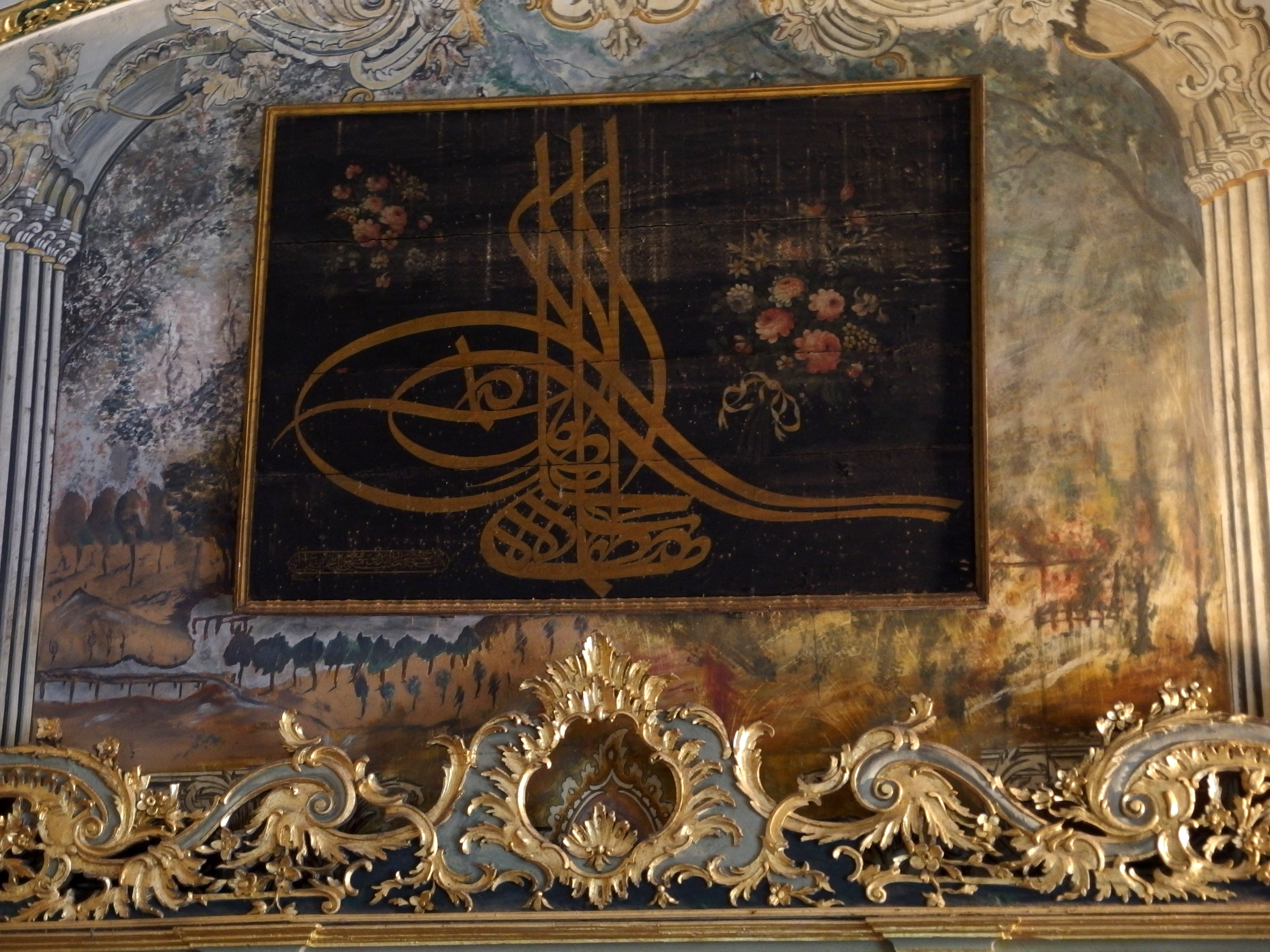
طغراء السلطان مراد الرابع، إسطنبول.
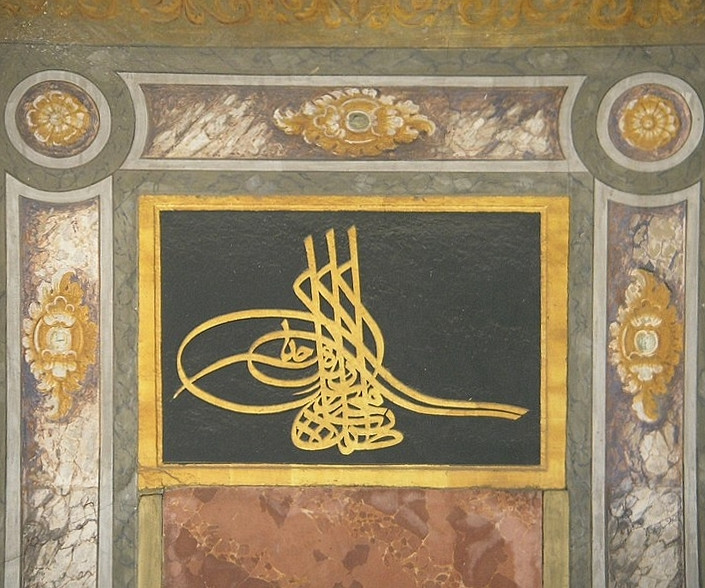
طغراء السلطان مراد الرابع، قصر طوب قابي، إسطنبول.
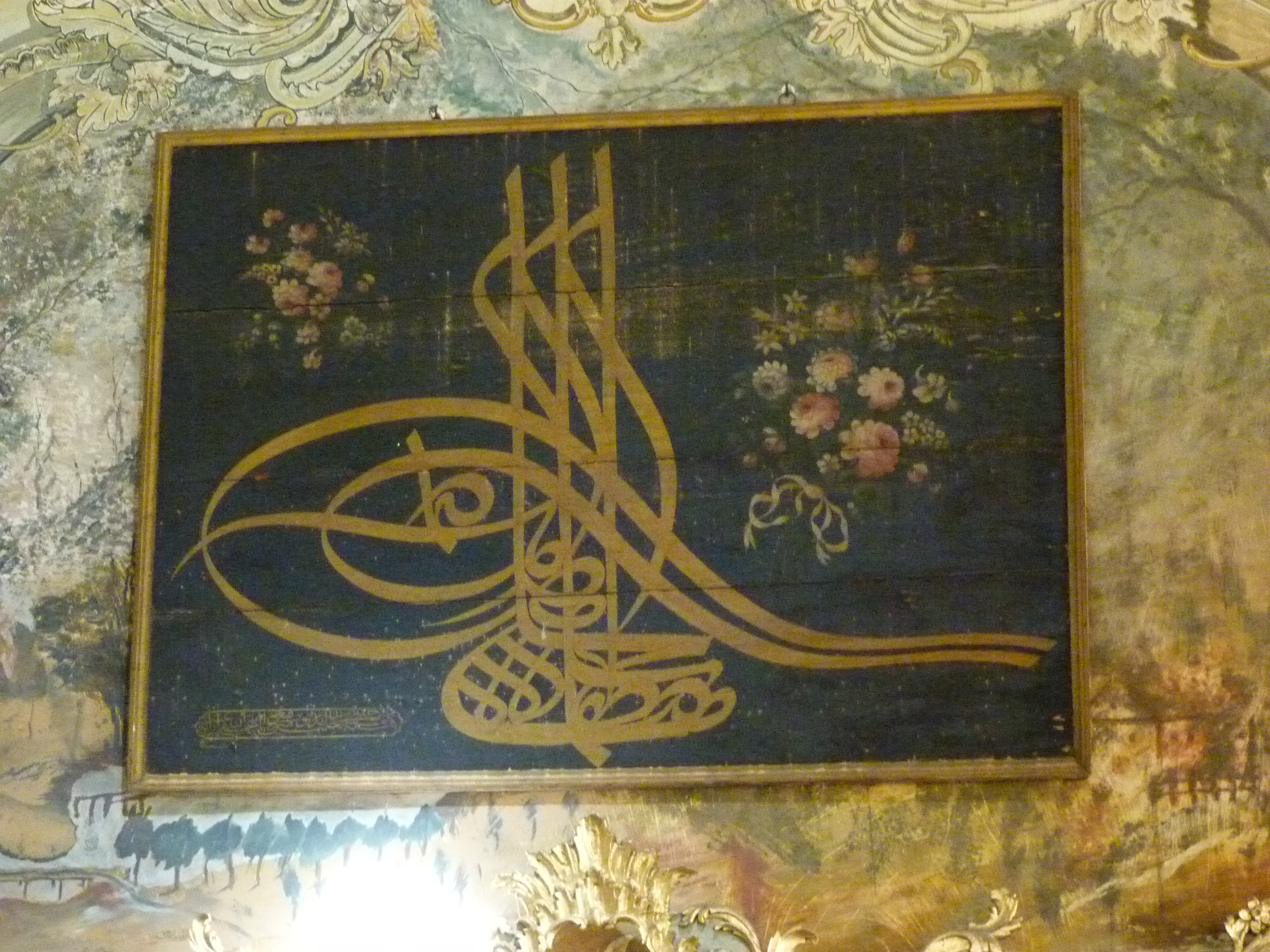
طغراء السلطان مراد الرابع، قصر طوب قابي، إسطنبول.
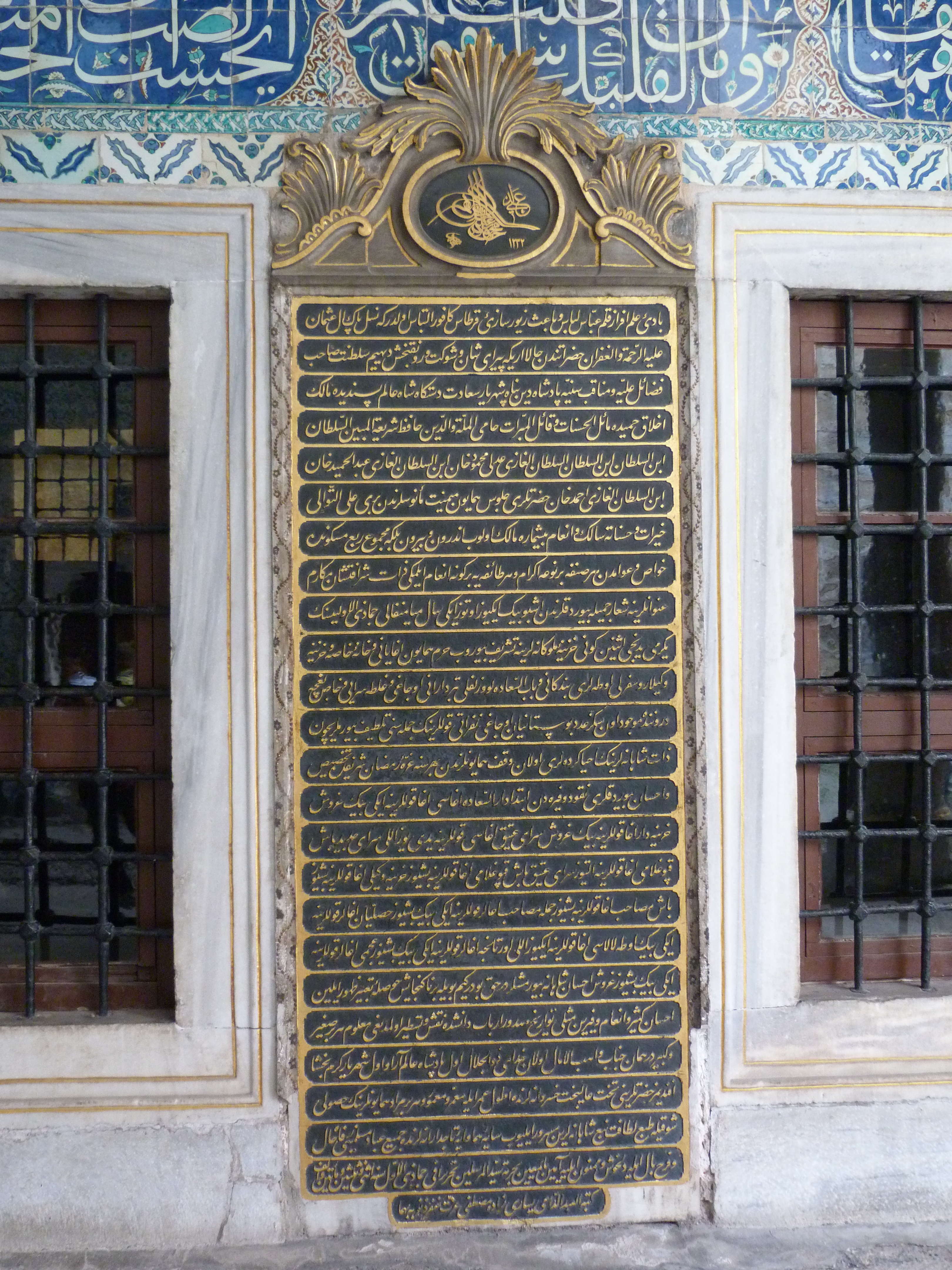
طغراء السلطان مراد الرابع، قصر طوب قابي، إسطنبول.
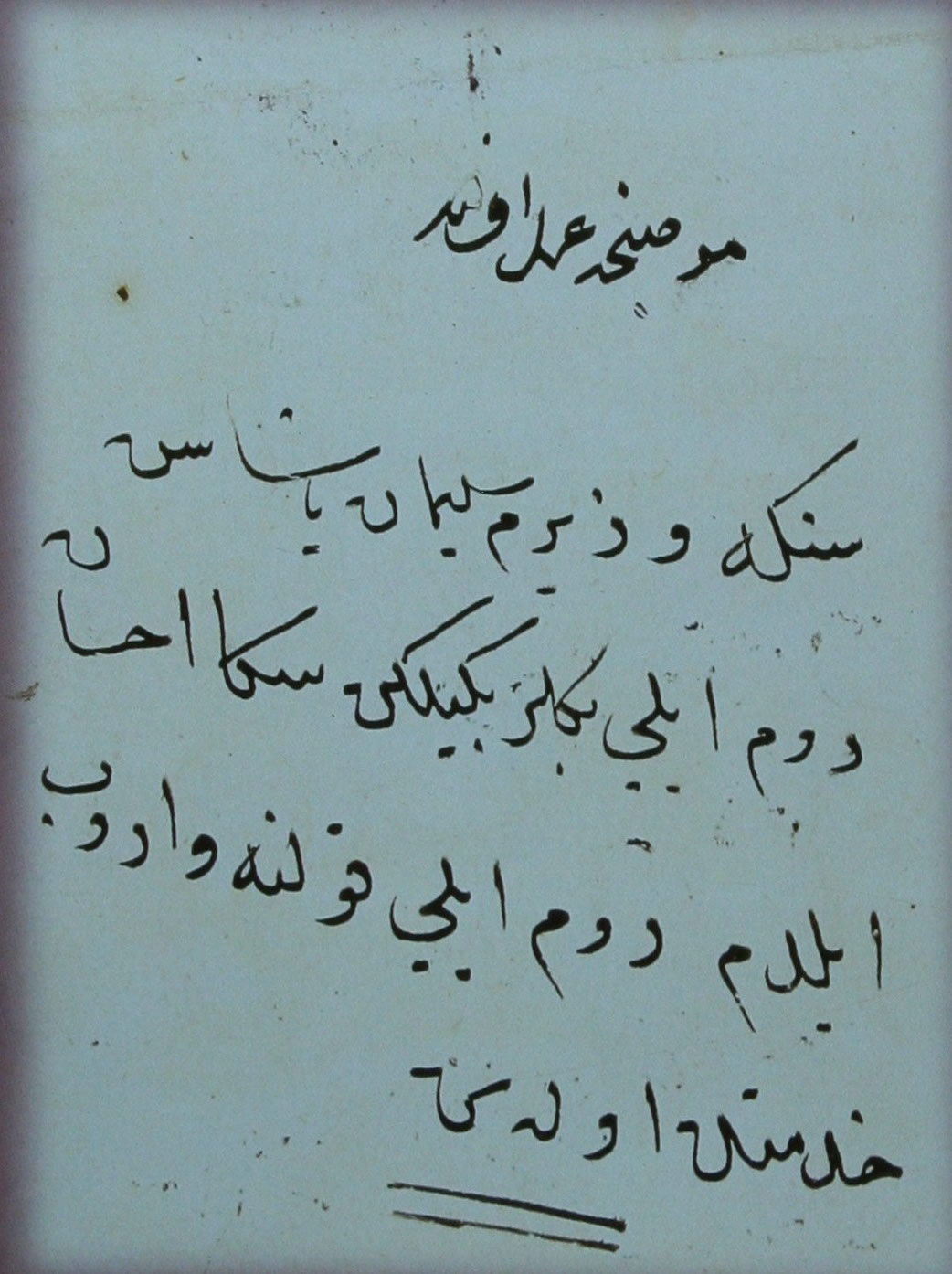
ملاحظة كتبها السلطان مراد الرابع (بالخط السميك أعلاه) على وثيقة تعيين الوزير سليمان باشا ليكون بكلربكي الالروملي، "فلتكن على النحو المطلوب".
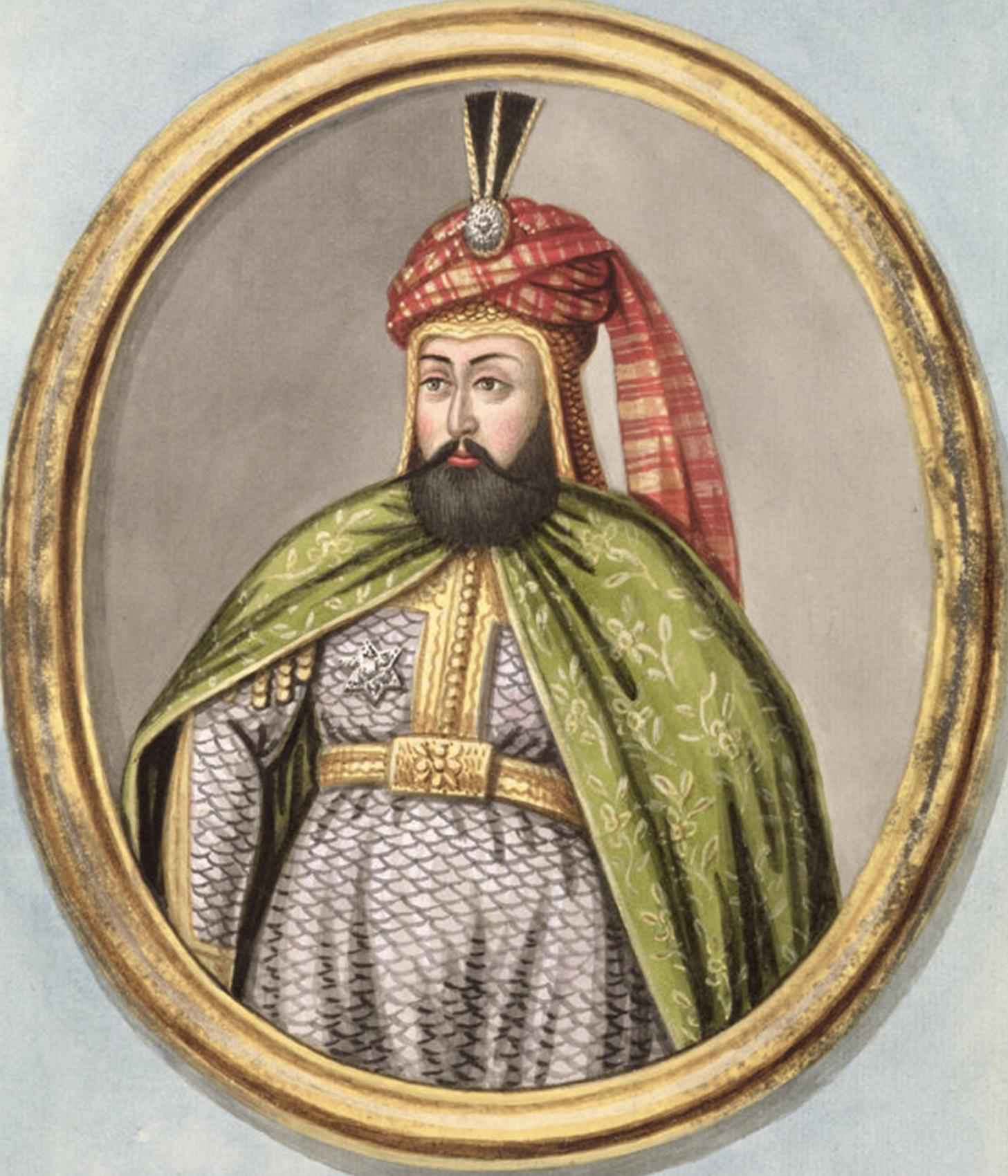
رسم للسلطان مراد الرابع للرسام جون يانج عام 1815م.
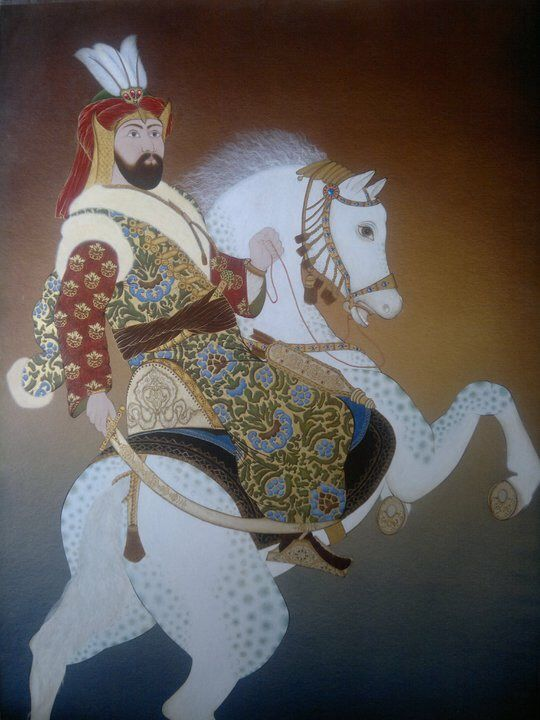
السلطان مراد الرابع.
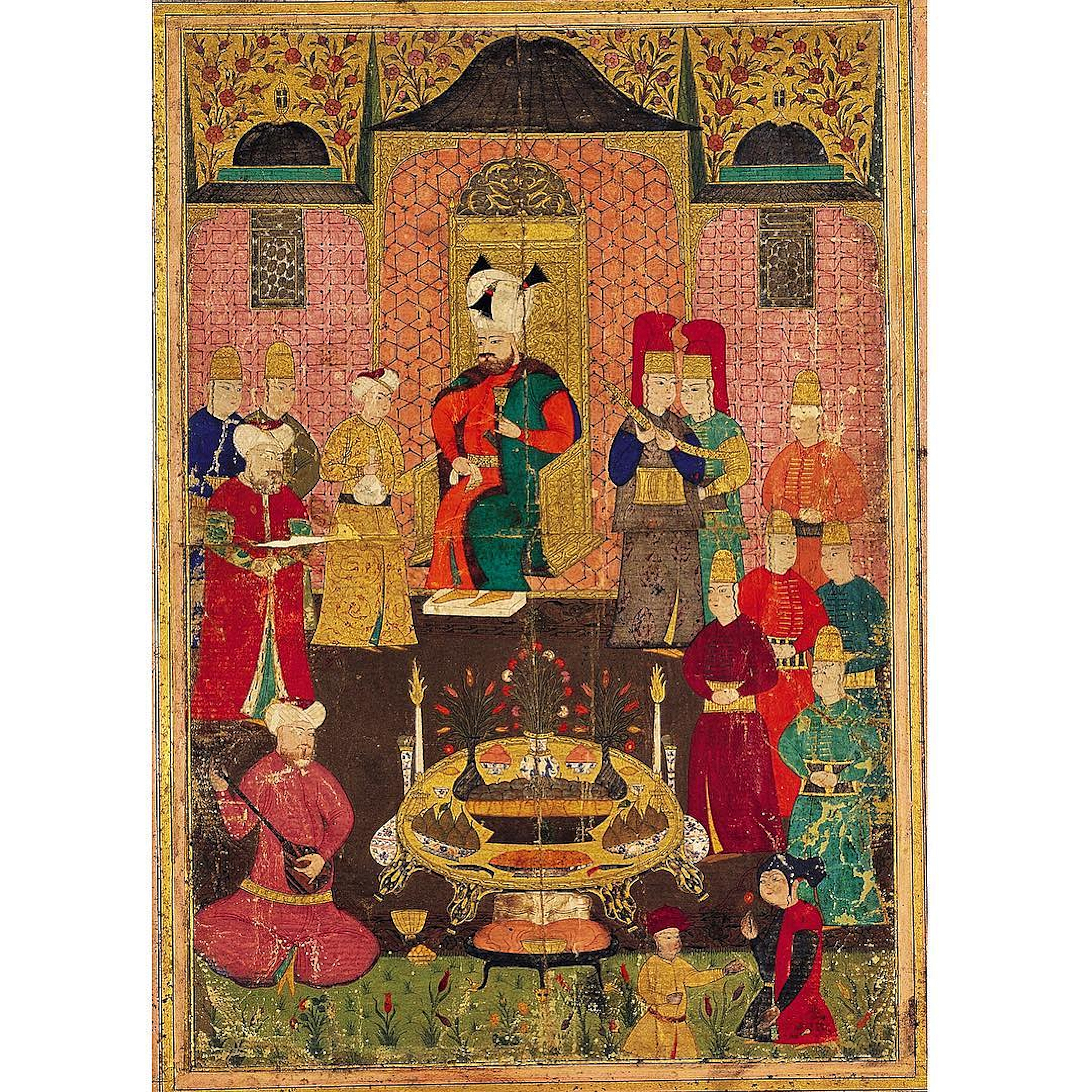
السلطان مراد الرابع يتناول الطعام مع حاشيته. كوب باللون الذهبي، قرص مع زهور وفواكه وألواح من الخزف أمامه. منمنمات عثمانية، قصر طوب قابي، إسطنبول.
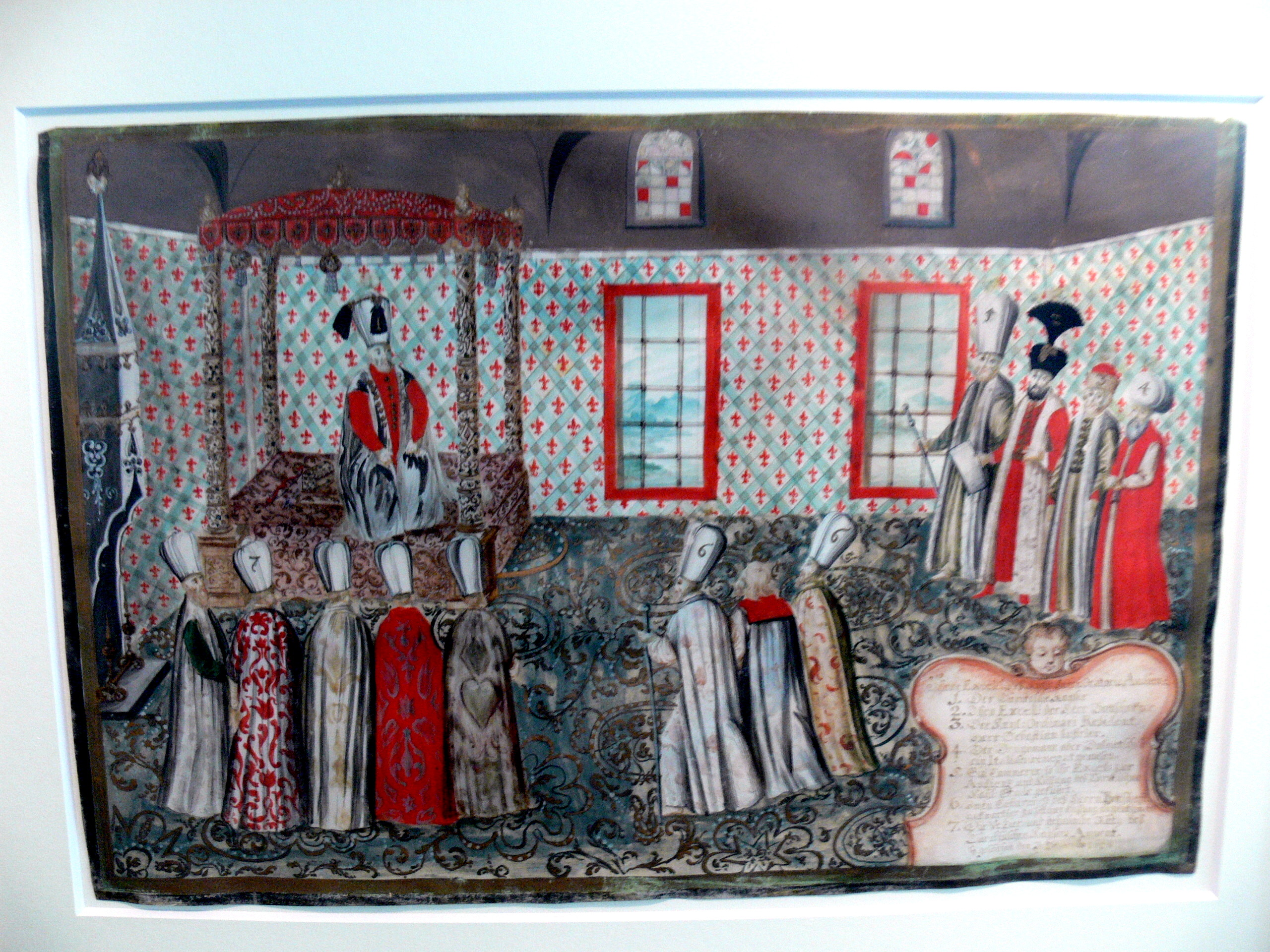
السلطان العثماني يلتقي السفراء (1628). رسم بألوان الغواش، هانز لودفيغ فون ، سفير الإمبراطورية الرومانية في اسطنبول (متحف المدينة، بيرشتولدسدورف / النمسا).

## روابط خارجية
- مراد الرابع على موقع الموسوعة البريطانية (الإنجليزية)
- مراد الرابع على موقع ميوزك برينز (الإنجليزية)